# Nabor Cornelio
Nabor Cornelio är en ort i Mexiko.   Den ligger i kommunen Macuspana och delstaten Tabasco, i den sydöstra delen av landet, 700 km öster om huvudstaden Mexico City. Antalet invånare är 114.
Terrängen runt Nabor Cornelio är mycket platt. Runt Nabor Cornelio är det glesbefolkat, med 20 invånare per kvadratkilometer. Närmaste större samhälle är José Colomo, 16,5 km väster om Nabor Cornelio. Trakten runt Nabor Cornelio består till största delen av jordbruksmark.